# Cha Eun-woo
Lee Dong-min (en hangul, 이동민; Gunpo, Gyeonggi, 30 de marzo de 1997), conocido profesionalmente como Cha Eun-woo (차은우), es un actor y cantante surcoreano bajo la empresa de entretenimiento Fantagio.
Es miembro del grupo Astro, y debutó como cantante solista con el miniálbum Entity el 15 de febrero de 2024. Cha Eun-woo hizo su debut como actor en la película My Brilliant Life (2014) y es internacionalmente conocido por sus papeles en los dramas Gangnam Beauty (2018), Goo Hae-ryung, la historiadora novata (2019), True Beauty (2020-2021), Island (2022-2023), Un buen día para ser un perro (2023-2024) y Wonderful World (2024).

## Vida personal
Cha Eun-woo nació el 30 de marzo de 1997 en Gunpo, Provincia de Gyeonggi, Corea del Sur. Estuvo en la escuela Suri Middle School y posteriormente en la secundaria Suri High School; sin embargo, se graduó en Hanlim Multi Art School en 2016. Asistió a la Universidad Sungkyunkwan, donde se especializó en artes escénicas.

## Carrera

### 2013–2015: Inicio de carrera artística y debut como actor
Durante un festival, un cazatalentos lo esperó en su escuela secundaria y le ofreció hacer una audición, comenzando así su entrenamiento artístico durante su primer año de preparatoria. En invierno de 2013, participó en Fantagio iTeen Promotional Model Audition organizada por la cadena surcoreana de pizzerías Mr. Pizza.
En 2014, Cha Eun-woo debutó como actor con un papel menor en la película My Brilliant Life, protagonizada por Gang Dong-won y Song Hye-kyo. Debido a su impacto en la película, como el actor novato Lee Dong-min, fue seleccionado como modelo para la marca coreana de cosméticos Shara Shara. El mismo año, apareció en el programa Hallyu Star & Gangnam Style de la cadena de televisión surcoreana KBS. 
En enero de 2015 fue el cuarto aprendiz en ser presentado oficialmente a través de Fantagio iTeen Photo Test Cut, y en agosto, Cha fue elegido como protagonista en el web-drama To Be Continued junto a Kim Sae-ron.

### 2016-2018: Debut con Astro, actividades en solitario
El 23 de febrero de 2016, debutó como parte de la boyband de seis miembros, Astro, con su primer EP Spring Up. En agosto y septiembre, respectivamente, participó en los programas de variedades "Replies That Make Us Flutter" y "Boomshakalaka". Luego fue anunciado como el MC de Show! Music Core junto a Kim Sae Ron y Lee Soo Min, y fue presentador del programa desde 2016 hasta 2018. El mismo año, protagonizó el drama web "My Romantic Some Recipe".
En 2017, se unió al elenco recurrente de la serie The Best Hit donde dio vida a MJ, uno de los ídolos populares de la agencia "Star Punch Entertainment". El mismo año se unió al elenco de Sweet Revenge, donde se interpretó a sí mismo.

### 2018-presente: Aumento de la popularidad
El 27 de julio de 2018, se unió al elenco principal de la serie My ID is Gangnam Beauty (también conocida como "Gangnam Beauty"), donde interpretó a Do Kyung-seok. El 31 de octubre del mismo año, se unió al elenco principal de la serie web Top Management donde interpretó a Woo Yeon-woo, un miembro del grupo "S.O.U.L".
En 17 de julio de 2019 se unió al elenco principal de la serie Goo Hae-ryung, la historiadora novata donde dio vida al Príncipe Yi Rim, el segundo en la línea al trono, que vive una doble vida como un joven príncipe solitario y un popular novelista de romance que tiene a la ciudad de Hanyang en la palma de sus manos, hasta el final de la serie el 26 de septiembre del mismo año. Finalmente se anunció que Cha Eunwoo celebraría su primera reunión de aficionados titulada "Just One 10 Minute". En diciembre de 2019, fue anunciado como miembro del reparto del programa de variedades Handsome Tigers junto a Joy, Lee Sang Yoon, Yoo Seon Ho y Seo Jang Hoon.
En abril de 2020, Cha se incorporó al programa Master in the House como miembro fijo del reparto. En junio del mismo año apareció en una sesión fotográfica para la publicación de julio de la revista "Singles" junto a Shin Se-kyung, mientras que en septiembre apareció en la revista "Harper's Bazaar". El 9 de diciembre de 2020 se unió al elenco principal de la serie True Beauty donde dio vida a Lee Su-ho.
En 2022 se unió al elenco de la serie Island, donde interpreta a a Kang Chan-hyuk (padre John), un joven sacerdote exorcista que creció en los Estados Unidos y quien aunque parece ser brillante en realidad tiene un pasado oscuro. El mismo mes se convirtió en embajador internacional de Penshoppe, y ocupó el puesto número 17 en el listado "Korea Power Celebrity" creado por la revista Forbes.
Ese mismo año apareció en la película Decibel junto a Kim Rae-won, Lee Jong-suk y Lee Sang-hee. Interpretando a Jeon Tae-ryong, un marino que ayuda a salvar la tripulación.
El 5 de septiembre de 2022, Cha Eun Woo fue elegido como protagonista de la serie de televisión Un buen día para ser un perro. Interpretando a Jin Seo Won, un profesor de matemáticas de escuela secundaria que tiene miedo a los perros debido a un trauma infantil. Protagonizada además por Park Kyu-young y Lee Hyun-woo. Emitida a través de MBC y Lifetime desde el 11 de octubre de 2023 hasta su finalización el 3 de enero de 2024.
El 1 de marzo del 2024, Cha Eun Woo protagonizó la serie de televisión Wonderful World. Interpretando a Kwon Sun-yool, un hombre misterioso que creció en una familia adinerada, pero que abandonó la escuela de medicina y vive una vida difícil después de perder a sus padres debido a una serie de incidentes. Protagonizada por Kim Nam-joo y Kim Kang-woo. Emitida a través de MBC y Disney desde el 1 de marzo hasta su finalización el 13 de abril de 2024.

## Otros
En mayo fue elegido como modelo de la marca de ropa deportiva O'Neill y como embajador global de la marca de moda Burberry. También se convirtió en el primer presentador de KONVY.
En junio de 2021, celebró su segunda reunión de aficionados llamada "Just One 10 Minute: Into You". Realizó su última aparición en Master in the House antes de retirarse del programa después de su episodio 177 para centrarse en nuevos proyectos. En agosto del mismo año se anunció que estaba en pláticas para unirse al elenco de la serie Sweet and Sour Chicken (también conocida como "Dak Gang Jeong").
En mayo de 2023, fue elegido como embajador honorario del proyecto "Visit Korea Year 2023-2024" promoviendo el turismo coreano internacionalmente.

### Filantropía
En abril de 2019, Cha donó 10 millones de wones para ayudar a apoyar a las víctimas del incendio de Sokcho. En febrero de 2020, se reveló que donó 30 millones de wones para ayudar a los afectados por la pandemia de COVID-19 en Corea del Sur. En julio de 2023 donó 10 millones de wones para el reto "Ice Bucket Challenge" que propone reunir dinero suficiente para construir el primer hospital que trate la Esclerosis lateral amiotrófica en Corea del Sur.

## Vida personal
Cha Eun-woo se enlisto en el servicio militar en julio del 2025.

## Discografía
| Año  | Canción                     | Álbum                                                |
| ---- | --------------------------- | ---------------------------------------------------- |
| 2018 | Rainbow Falling             | OST Parte 7 de My ID is Gangnam Beauty               |
| 2018 | Together                    | OST de Top Management                                |
| 2018 | Get Myself With You         | S.O.U.L                                              |
| 2018 | Gravity                     | S.O.U.L                                              |
| 2018 | Sugar Cane                  | S.O.U.L                                              |
| 2018 | Me in                       | S.O.U.L                                              |
| 2019 | Please Remember(기억해줘요) | OST Parte 6 de Goo Hae-ryung, la historiadora novata |
| 2021 | Love So Fine                | OST Parte 8 de True Beauty                           |
| 2021 | Don't Cry, My Love          | OST de Under The Oak Tree                            |
| 2022 | Focus On Me                 | OST de The Villainess is a Marionette                |

### Composiciones
| Año  | Título                    | Artista  | Álbum                              |
| ---- | ------------------------- | -------- | ---------------------------------- |
| 2017 | You and Me (Thanks Aroha) | Astro    | Winter Dream                       |
| 2018 | Merry Go Round            | Astro    | Merry-Go-Round (Christmas Edition) |
| 2018 | By Your Side              | Astro    | Rise Up                            |
| 2018 | Together                  | Él mismo | Top Management OST                 |
| 2019 | Merry Go Round            | Astro    | All Light                          |
| 2020 | No, I Don't               | Astro    | Sin álbum                          |
| 2021 | After Midnight            | Astro    | Switch On                          |
| 2021 | Don't Worry               | Astro    | Switch On                          |
| 2022 | First Love                | Astro    | Drive to the Starry Road           |

## Filmografía

### Películas
| Año  | Título            | Papel          | Notas                                                                                         | Ref           |
| ---- | ----------------- | -------------- | --------------------------------------------------------------------------------------------- | ------------- |
| 2014 | My Brilliant Life | Ah-ruem        | Junto a Song Hye-kyo, Gang Dong-won y Jo Sung-mok                                             | [ 51 ]        |
| 2022 | Decibel           | Jeon Tae-ryong | Junto a Kim Rae-won, Lee Jong-suk, Park Byung-eun, Jung Sang-hoon, Lee Sang-hee y Jo Dal-hwan | [ 52 ] [ 53 ] |

### Series de televisión
| Año     | Título                                | Papel                            | Cadena             | Ref                  |
| ------- | ------------------------------------- | -------------------------------- | ------------------ | -------------------- |
| 2015    | To Be Continued                       | Él mismo                         | MBC Every          | [ 54 ]               |
| 2016    | My Romantic Some Recipe               | Él mismo                         | Naver              | [ 15 ]               |
| 2017    | Sweet Revenge                         | Él mismo                         | Oksusu             | [ 55 ]               |
| 2018    | Top Management                        | Woo Yeon Woo                     | You Tube           | [ 56 ]               |
| 2018    | My ID is Gangnam Beauty               | Do Kyung-seok                    | JTBC               | [ 57 ]               |
| 2019    | Soul Plate                            | Ángel Raviel                     | Naver, YouTube     | [ 58 ]               |
| 2019    | Goo Hae-ryung, la historiadora novata | Yi Rim (Príncipe Dowon) / Maehwa | MBC                | [ 59 ]               |
| 2020-21 | True Beauty                           | Lee Soo-ho                       | tvN                | [ 60 ]               |
| 2022    | Island                                | Padre John                       | TVING, Prime Video | [ 61 ] [ 62 ]        |
| 2023    | Un buen día para ser un perro         | Jin Seo-won                      | MBC                | [ 63 ] [ 64 ]        |
| 2024    | Wonderful World                       | Kwon Sun-yool                    | MBC                | [ 65 ] [ 66 ] [ 67 ] |

### Programas de variedades
| Año       | Título                             | Cadena | Papel              | Ref           |
| --------- | ---------------------------------- | ------ | ------------------ | ------------- |
| 2016      | Law of the Jungle in New Caledonia | SBS    | Miembro del elenco | [ 68 ]        |
| 2018      | Dead If Shot                       | Naver  | Miembro del elenco | [ 69 ]        |
| 2020      | Handsome Tigers                    | SBS    | Miembro del elenco | [ 68 ]        |
| 2020-2021 | Master in the House                | SBS    | Miembro del elenco | [ 70 ] [ 71 ] |
| 2021      | Knowing Bros (Ask Us Anything)     | JTBC   | Invitado           | [ 72 ]        |

### Presentador
| Año       | Título                   | Cadena          | Ref.   |
| --------- | ------------------------ | --------------- | ------ |
| 2016–2018 | Show! Music Core         | MBC             | [ 73 ] |
| 2017      | MBC Gayo Daejejeon       | MBC             | [ 74 ] |
| 2018      | Dream Concert            | SBS             | [ 75 ] |
| 2018      | MBC Gayo Daejejeon       | MBC             | [ 76 ] |
| 2019      | MBC Gayo Daejejeon       | MBC             | [ 77 ] |
| 2020      | Dream Concert            | V Live, YouTube | [ 78 ] |
| 2020      | KBS Song Festival        | KBS2            | [ 79 ] |
| 2020      | SBS Entertainment Awards | SBS             | [ 80 ] |
| 2021      | Seoul Drama Awards 2021  |                 | [ 81 ] |
| 2021      | 2021 KBS Song Festival   | KBS             | [ 82 ] |

## Premios y nominaciones
| Ceremonia                          | Año  | Categoría                            | Trabajo                                                           | Resultado | Ref.          |
| ---------------------------------- | ---- | ------------------------------------ | ----------------------------------------------------------------- | --------- | ------------- |
| APAN Music Awards                  | 2020 | Entertainer of the Year – Male       | Cha Eun-woo                                                       | Nominado  | [ 83 ]        |
| Asia Artist Awards                 | 2018 | Rising Star Award                    | My ID is Gangnam Beauty                                           | Ganador   | [ 84 ]        |
| Brand Customer Loyalty Awards      | 2021 | Best Male Idol-Actor                 | Cha Eun-woo                                                       | Ganador   | [ 85 ]        |
| Brand of the Year Awards           | 2021 | Acting Idol of the Year (Male)       | Cha Eun-woo                                                       | Ganador   | [ 86 ]        |
| Indonesian Television Awards       | 2018 | Special Award – Person of the Year   | Cha Eun-woo                                                       | Ganador   | [ 87 ]        |
| iQiyi Entertainment Awards         | 2019 | Most Charming Actor                  | My ID is Gangnam Beauty                                           | Ganador   |               |
| Korea Drama Awards                 | 2018 | Best New Actor                       | My ID is Gangnam Beauty                                           | Ganador   |               |
| Korea Drama Awards                 | 2018 | Hallyu Star Award                    | My ID is Gangnam Beauty                                           | Ganador   |               |
| Korea First Brand Awards           | 2018 | Male Idol-Actor Award                | My ID is Gangnam Beauty                                           | Ganador   | [ 88 ]        |
| Korea First Brand Awards           | 2018 | Male Commercial Model Award          | Cha Eun-woo                                                       | Ganador   | [ 88 ]        |
| MBC Drama Awards                   | 2019 | Excellence Award                     | Rookie Historian Goo Hae-ryung                                    | Ganador   | [ 89 ] [ 90 ] |
| MBC Drama Awards                   | 2019 | Best Couple Award                    | Cha Eun-woo (con Shin Se-kyung) en Rookie Historian Goo Hae-ryung | Ganador   | [ 89 ] [ 90 ] |
| MBC Entertainment Awards           | 2016 | Rookie Award                         | Show! Music Core                                                  | Nominado  |               |
| MBC Entertainment Awards           | 2017 | Rookie Award                         | Show! Music Core                                                  | Nominado  |               |
| MTN Broadcast Advertising Festival | 2017 | CF Male Star Award                   | Cha Eun-woo                                                       | Ganador   |               |
| Newsis K-EXPO 2020                 | 2020 | Seoul Tourism Organization CEO Award | Cha Eun-woo                                                       | Ganador   |               |
| SBS Entertainment Awards           | 2020 | Rookie Award                         | Master in the House                                               | Ganador   | [ 91 ]        |
| Soompi Awards                      | 2019 | Breakout Actor                       | My ID is Gangnam Beauty                                           | Ganador   | [ 92 ]        |
| Soompi Awards                      | 2019 | Best Idol Actor                      | My ID is Gangnam Beauty                                           | Nominado  | [ 92 ]        |
| Soompi Awards                      | 2019 | Best Couple Award                    | Cha Eun-woo (con Im Soo-hyang) en My ID is Gangnam Beauty         | Nominado  | [ 92 ]        |
| Yahoo Asia Buzz Awards             | 2018 | Most Searched Rookie Actor           | My ID is Gangnam Beauty                                           | Ganador   |               |
| 2021 Asia Artist Award             | 2021 | AAA Best Emotive (Actor)             | True Beauty                                                       | Ganador   | [ 93 ]        |